# أولكاي طرخان
أولكاي طرخان (بالتركية: Olcay Turhan؛ بالألمانية: Olcay Turhan) هو لاعب كرة قدم ألماني وتركي في مركز الوسط، ولد في 30 يناير 1988 في هرفورد في ألمانيا. لعب مع أرمينيا بيليفيلد وأضنة سبور وفورتونا دوسلدورف ونادي مانيسا.

## وصلات خارجية
- أولكاي طرخان على موقع اتحاد تركيا (لاعب) (الإنجليزية)
- أولكاي طرخان على موقع قاعدة بيانات كرة القدم.إي يو (الإنجليزية)
- أولكاي طرخان على موقع بيانات كرة القدم. دي إي (الألمانية)
- أولكاي طرخان على موقع عالم كرة القدم.نت (الإنجليزية)